# Rock ’n’ Roll Daddy
Rock ’n’ Roll Daddy (Originaltitel: All Together Now) ist eine australische Sitcom, die von 1991 bis 1993 erstausgestrahlt wurde. Sie umfasst insgesamt 101 Folgen in drei Staffeln. Die Serie dreht sich um den Alt-Hippie Bobby Rivers, welcher noch immer seinem längst verflossenen Erfolg als Rock-’n’-Roll-Star hinterhertrauert.

## Handlung
Bobby Rivers ist ein Musiker, der in den 1970er Jahren mit seiner Band einen Nummer-eins-Hit mit dem Namen Easy Street hatte und über Nacht große Berühmtheit erlangte. Dies blieb aber der einzige große Hit der Band. Fast zwei Jahrzehnte später ist allerdings weder vom Geld noch vom Ruhm etwas übrig. Der Alt-Hippie jedoch trotzt in seiner einfältigen Art Zeit und Realität und lebt mit Doug, seinem ehemaligen Roadie und Freund in einem Haus und hält sich mit Gelegenheitsjobs über Wasser. Den Hauptanteil des häuslichen Einkommens steuert allerdings Doug bei, der aber als Taxifahrer meist Überstunden machen muss, damit etwas zu essen auf dem Tisch steht. Zudem übernimmt er die meisten Hausarbeiten wie Kochen, Waschen, Putzen, Spülen oder Bügeln. Dies lässt ihm kaum Freizeit, weshalb Doug auch nicht viele Freunde hat, weil ihm einfach die Zeit dafür fehlt. Diese Strapazen nimmt er aber gerne auf sich, damit sich Bobby in seiner Arbeit als Musiker voll entfalten kann.
Für Doug ist der Alt-Hippie mit den langen grauen Haaren ein musikalisches Genie. Bobby konnte jedoch nie wieder auch nur annähernd an seine alten Erfolge anknüpfen. Stattdessen spielt er in Supermärkten, auf Kindergeburtstagen und Krankenhäusern. Diese Engagements verschafft ihm sein Manager Wayne Lovett. Wayne ist ein Halsabschneider, der Bobby jedes Mal hohe Summen von dessen Gage abknöpft und „sein bestes Pferd im Stall“, wie Wayne Bobby immer nennt, auch auf den merkwürdigsten Veranstaltungen und mit den suspektesten Gestalten auftreten lässt. Der etwas einfältige Bobby lässt seinem Manager in fast allen Belangen freie Hand, da er von diesen Dingen keine Ahnung hat, und so lebt der ehemalige Rockstar immer mit dem Traum vor Augen, eines Tages ein großes Revival feiern zu können.
Eines Tages trifft Bobby eine Frau, die ihn aus der Zeit kennt, als er noch mit seiner alten Band Still Waters auf Tournee war. Langsam, aber sicher dämmert es Bobby, und er erinnert sich an Tracy. Noch glaubt Bobby, dass sie ihn einfach nur mal besuchen will, doch dann behauptet sie, dass Bobby der Vater von zwei Kindern sei, die er vor 15 Jahren mit einer Frau namens Beth auf einer Tournee gezeugt habe. Tracy berichtet ihm ebenfalls, dass Beth bei einem Flugzeugabsturz ums Leben gekommen ist und dass die Kinder seither bei ihr leben und sie sich um sie kümmert. Natürlich will Bobby die beiden sehen, aber Tracy will dies unterbinden, da Beth selbst es nicht wollte, dass Bobby von Thomas und Anna, so die Namen der Zwillinge, erfahren sollte. Tracy war jedoch der Meinung, dass Bobby ein Recht hätte, wenigstens von der Existenz der Kinder zu erfahren. Als Bobby ihr verspricht, dass er den Kindern nicht sagen würde, dass er ihr Vater ist, wenn er sie sehen darf, willigt sie ein und bringt die Kinder am nächsten Tag mit. Bobby verrät bereits bei der Begrüßung der Kinder aus Versehen, dass er der Vater der beiden ist.
Die Kinder sind fassungslos, als sie ihrem leibhaftigen Vater gegenüberstehen, den sie noch nie im Leben gesehen haben. Besonders Thomas, dem Geld und materielle Dinge mehr bedeuten als alles andere, scheint das nicht zu schmecken. Als Bobby und Doug erfahren, dass Tracy und die Kinder praktisch obdachlos sind, bieten sie ihnen an, in das Haus einzuziehen. Widerwillig nehmen sie das Angebot an. Dennoch dauert es nicht lange, bis Tracy und Anna erkennen, welch liebenswerter Mensch Bobby ist und lernen besonders diese Seite an ihm zu schätzen.